# گلوریا پیرس
گلوریا ماریا کلودیا پیرس د مورایس (تلفظ پرتغالی:[ˈɡlɔɾjɐ mɐˈɾi. ɐ ˈklawdʒɐ ˈpiɾiz dʒi moˈɾajs] ; متولد ۲۳ اوت ۱۹۶۳) یک هنرپیشه اهل برزیل است. او بیشتر برای نقش‌هایش در تله‌نوول‌های تلویزیونی شبکه گلوبو شناخته شده‌است.
در سال ۲۰۱۳، مجله فوربز برزیل از او به عنوان یکی از تأثیرگذارترین افراد برزیل یاد کرد و او در رتبه ۲۸ از ۳۰ قرار گرفت.

## اوایل زندگی
پیرس در ۲۳ اوت ۱۹۶۳ در ریودوژانیرو به دنیا آمد. او دختر الزا پیرس (تهیه‌کننده) و آنتونیو کارلوس پیرس (بازیگر) است. او یک خواهر به نام لیندا پیرس دارد که یک درمانگر است. او اصالتاً برزیلی - پرتغالی است.

## ازدواج
در دهه ۱۹۷۰، گلوریا با Chico Anysio وارد رابطه شد. از سال ۱۹۷۹ تا ۱۹۸۳ او با فابیو جونیور ازدواج کرد. او از آوریل ۱۹۸۸ با اورلاندو مورایس (خواننده) ازدواج کرد.